# Luigi Crisconio

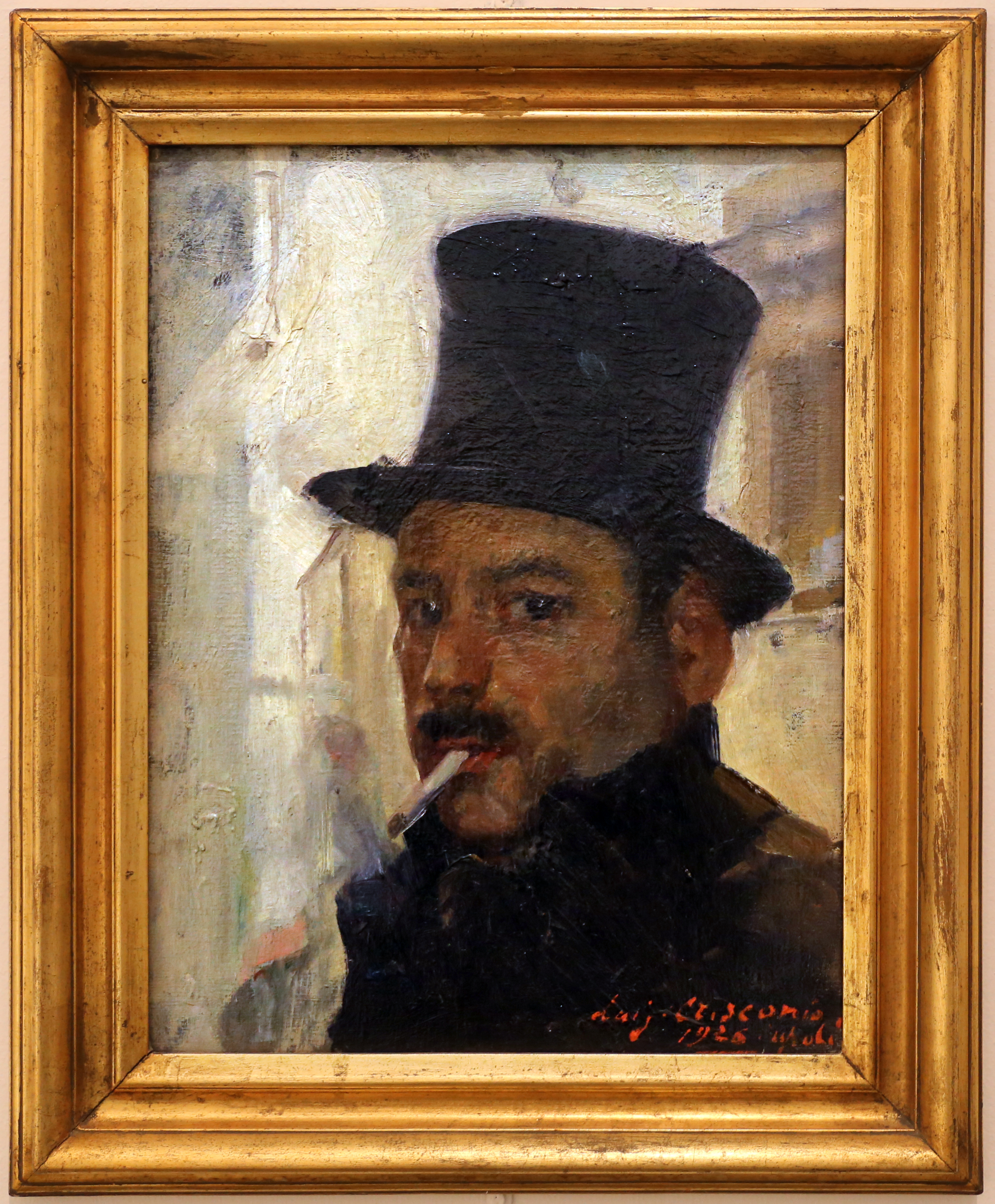
Autoritratto, 1926, Museo Napoli Novecento 1910-1980

Luigi Crisconio (Napoli, 25 agosto 1893 – Portici, 28 gennaio 1946) è stato un pittore italiano, considerato uno dei protagonisti della pittura napoletana del primo Novecento.

## Biografia
Luigi Crisconio nacque a Napoli il 25 agosto del 1893, da Francesco e Annamaria Calise.
Nel 1911 perse il padre e gli subentrò nella conduzione della cartoleria di cui era proprietario.
Ma la sua vocazione era la pittura: arrivava ad allontanare i clienti che lo interrompevano mentre dipingeva. Così la madre si rassegnò a vendere il negozio.
Sebbene non ben disposto nei confronti della pittura ufficiale, si iscrisse nel 1913 all'Accademia di Belle Arti di Napoli, spinto dalla madre, che si era rivolta per questo a Vincenzo Serpone, commerciante di arredi sacri e pittore dilettante, il quale a sua volta aveva presentato Luigi a Enrico De Marinis, allora Ministro della pubblica istruzione, il quale lo aveva esortato allo studio.
L'avversione all'insegnamento accademico fu mitigata dall'ammirazione verso Michele Cammarano, titolare della cattedra di pittura di paesaggio, il cui insegnamento fu determinante nella sua formazione. Nel 1919 si diplomò all'Accademia e "pur muovendo i primi passi nel solco della grande civiltà pittorica meridionale, affine al vedutismo di tradizione, egli si distaccò dai contenuti ad essi collegati per conquistare un linguaggio autonomo e schiettamente contemporaneo".
Nel 1927 l'artista conobbe Elisabetta Amato, di cui si innamorò: divenne la sua modella, riprodotta in una lunga serie di opere, alternate a numerosi autoritratti, paesaggi e nature morte; nella pittura di Crisconio si può notare un'affinità con l'ultimo Cézanne.
Nel 1929 partecipa con successo alla Esposizione Universale d'Arte di Barcellona
Nel 1928 - 1930 - 1934 - 1938 - 1940 - 1942 partecipa per invito alla Biennale di Venezia e nel 1942 ottiene una sala personale, Dal 31 al 40 partecipa alle Quadriennali di Roma
Dopo essersi trasferito con la madre a Portici nel 1934, due anni più tardi sposò Elisabetta: fu l'inizio di una difficile coabitazione nella casa materna, che esasperò le tensioni preesistenti. Se l'arte di Crisconio non fu bene accetta dal mercato collezionistico napoletano, marcatamente tradizionalista, trovò invece amatori presso la media borghesia, ai quali cedeva a poco prezzo le sue opere.
Il 27 gennaio 1946 morì prematuramente a Portici, a causa di una congestione cerebrale. Dopo la sua morte ricevette da parte della critica quell'attenzione che non aveva ricevuto in vita. Dopo un ulteriore periodo di oblio, negli ultimi decenni è in atto una rivalutazione dell'artista, che è stato considerato da alcuni come il più grande pittore napoletano del XX secolo.

## Un giudizio critico
"Crisconio è una voce di cui va dato conto nella pittura dei primi quarant'anni di questo secolo, una voce più forte di altre, più pura e più vera, anche se non fu futurista, metafisico o altro, ma solo un vero pittore, legato agli uomini che conosceva, alla terra, alle cose, al paesaggio che conosceva."(Renato Guttuso)

## Alcune mostre
- 1926 - Alla "Bottega di poesia" di Milano (forse la sua prima personale)
- 1928 - 1930 - 1934 - 1940: Biennale di Venezia
- 1929 - Esposizione Universale d'Arte - Barcellona
- 1929 - Prima Mostra Sindacale (e successive) - Napoli
- 1931 - 1935 - 1939 - 1943 - 1948 Quadriennale Nazionale d'Arte - Roma
- 1935 - Mostra personale alla Galleria Giosi - Napoli
- 1942 - XXIII Biennale di Venezia (con una sala personale di 12 opere)
- 1944 - Galleria Forti - I Mostra Artisti liberi Napoletani - Napoli
- 1946 - Mostra dell'arte moderna italiana - Varsavia
- 1946 - Galleria Florida - Napoli (Mostra "Umanità di Crisconio")
- 1946 - Galleria Accinni - Collettiva di Artisti - Napoli
- 1947 - Galleria Giosi - Mostra retrospettiva - Napoli (Con 188 opere e la presentazione del catalogo curata da Alfredo Schettini e Paolo Ricci)
- 1953 - Mostra dell'arte nella vita del Mezzogiorno d'Italia - Roma
- 1954 - Galleria S.Carlo - Napoli
- 1955 - Galleria Mediterranea - Mostra celebrativa di Luigi Crisconio - Napoli
- 1956 - Galleria del Vantaggio - Roma
- 1957 - Galleria Bissolati - Roma
- 1959 - Galleria Lauro - Napoli
- 1989 - Villa Pignatelli - Capolavori della collezione del Banco di Napoli
- 1993 - Galleria Esmeralda - Napoletani del 900 a Roma - Roma
- 1999 - La Mediterranea arte - Omaggio a Crisconio - Napoli
- 2000 - Arte a Napoli dal 1920 al 1946, "Anni difficili" - Napoli, Maschio Angioino e Villa Pignatelli
- 2003 - Villa Fiorentino - La collezione Ercolano - Sorrento
- 2004 - R.caputo, Luigi Crisconio, Galleria Vittoria Colonna - Napoli
- 2008 -  Omaggio a Luigi Crisconio - Villa Arbusto - Lacco Ameno
- 2019 - S. Ammendola, P.La Motta, I.Valente, Novecento a Napoli.Capolavori di pittura e scultura, Museo PAN, Napoli
- 2023 - La figura e il paesaggio, percorsi nella pitura napoletana del novecento, Villa Fiorentino, Sorrento